# Ljubava Dmitrijevna
Ljubava Dmitrijevna (rusky Любава Дмитриевна) byla dcera dcera novgorodského starosty Dmitrije Davidoviče Zavidiče a od roku 1122 druhá manželka kyjevského velkovévody Mstislava Vladimiroviče.

## Původ
Ljubava Dmitrijevna se narodila okolo roku 1104. Jejím otcem byl starosta Novgorodu, Dmitrij Davidovič. Ten měl podle kronik po dobu sedmi měsíců nad městem neomezenou kontrolu, byl tedy více knížetem než starostou, a zemřel roku 1117. Krom dcery měl také syna Davida, který ho ve funkci nahradil a zemřel v roce 1128. V téže kronice stojí: „Mstislav Vladimirovič se oženil v Novgorodu. Vzal si Ljubavu, dceru starosty.“ Ljubava znamená krásná a je možné, že se nejednalo o pravé jméno nevěsty, pouze o popis.

## Život
Svatba s Mstislavem Vladimirovičem se konala v roce 1122, jeho první žena Kristýna zemřela začátkem téhož roku. Sám velkovévoda zemřel o deset let později.
Na základě dobových spisů se předpokládá, že ovdovělá Ljubava Dmitrijevna zůstala v Kyjevě a těšila se velké úctě mezi obyvateli města i ostatní šlechtou. Když se ovšem v roce 1155 stal novým velkovévodou Jurij Dolgorukij, musela Ljubava kvůli opačným politickým názorům, než jaké zastával nový vládce, Kyjev opustit. Usadila se se synem Vladimírem ve městě Volodymyr.
V roce 1156 navštívila na jihu svou dceru, uherskou královnu, Eufrozinu. Při této příležitosti dostala od svého zetě četné dary.
Po návratu na Ukrajinu se Ljubava ocitla uprostřed občanské války, na jedné straně stál její syn Vladimír, na druhé její synovec Mstislav Izjaslavič. Vladimír musel nakonec prchnout ke své sestře do Uher a jeho manželka i matka byly vydány na milost Mstislavu Izjaslavič, který připravil ženy o majetek a poslal je do ukrajinského Lucku. Ze zajetí se dostaly až v roce 1158. Ljubava se vrátila do Kyjeva, když na trůn nastoupil její nevlastní syn Rostislav Mstislavič.
V roce 1167 byl její syn Vladimír, který se mezitím vrátil z Uher, zajat Mstislavem Izjaslavičem, před kterým dříve uprchl. Mstislav Izjaslavič pak Liubava Dmitrievně radil, ať se stáhne do Vyšhorodu, ona místo toho odešla do Černihiva a v análech o ní nejsou další záznamy.